# Pniewnik (gmina)
Pniewnik – dawna gmina wiejska istniejąca w XIX wieku w guberni warszawskiej. Siedzibą władz gminy był Pniewnik.
Za Królestwa Polskiego gmina Pniewnik należała do powiatu radzymińskiego w guberni warszawskiej. Gmina została zniesiona postanowieniem z 29 grudnia 1867, obowiązującym od 10 stycznia 1868, a Pniewnik włączono do gminy Strachówka.